# Poczet rycerski
Poczet rycerski, zwany też kopią – ukuty w średniowieczu termin na określenie rycerza i jego świty. Poczet składał się z co najmniej dwóch jeźdźców (gdy rycerzowi towarzyszył tylko jeden giermek), przy czym poczty możnych i władców były wielokrotnie większe, licząc nawet kilkadziesiąt koni. Przeciętny jednak poczet składał się zazwyczaj z rycerza, dwóch osłaniających jego boki pocztowych (giermków) i dwóch do czterech zbrojnych sług trzymających się nieco z tyłu dla zapewnienia czołowej trójce dodatkowej osłony, dostarczenia lub wymiany na inny oręża, odprowadzania do tyłu rannych. Z dala – ale w zasięgu wzroku – trzymało się kilku luzaków gotowych w każdej chwili podprowadzić świeże konie.
Najlepiej uzbrojony i okryty był rycerz. On też tylko miał prawo do tarczy z wymalowanym na niej własnym znakiem herbowym. Inni członkowie pocztu nosili natomiast jego "barwy", czyli stroje w barwach herbowych. Uzbrojenie było różne w różnych epokach, ale generalnie można przyjąć, iż broń pocztowych – zarówno zaczepna, jak i obronna – niewiele odbiegała od broni rycerza, a różniła się przede wszystkim jakością wykonania i brakiem bogatego zdobienia. Podobnie było z okryciem – czyli zbroją – równie solidnym, choć mniej finezyjnym.
Poczet (nie zaliczano doń – często licznej – czeladzi obozowej) był własnością rycerza, przy czym stosunki były najczęściej dość familiarne, pocztowy (giermek) miał bowiem szansę na otrzymanie w przyszłości pasa i ostróg rycerskich; ponadto wspólny los i niebezpieczeństwo na polu bitwy zbliżały. Poczty rycerskie zniknęły z pól bitewnych Europy wraz z pojawieniem się broni palnej i wielotysięcznych armii zaciężnych, przetrwały natomiast w Polsce – w chorągwiach husarskich, pancernych i późniejszej Kawalerii Narodowej, w której oprócz towarzyszy służyli pocztowi.